# جهانبخش خانجانی
جهانبخش خانجانی (زاده ۱۳۴۵ در کلاچای از توابع شهرستان رودسر) مشاور، سخنگو و مدیرکل اسبق روابط عمومی وزارت کشور، معاون تبلیغات استان تهران ستاد میرحسین موسوی در انتخابات سال ۱۳۸۸ است.
او از اعضای حزب کارگزاران سازندگی ایران و عضو شورای مرکزی این حزب است.
خانجانی پس از حوادث انتخابات ۱۳۸۸ به اتهام فعاليت تبليغی عليه نظام به يك سال حبس تعزيري و در مورد اتهام اجتماع و تبانی برای اقدام عليه امنيت به شش سال زندان محکوم شد و بیش از ۱۴۴ روز در زندان انفرادی به‌سر برد ولی سرانجام در ۸ اسفند ۱۳۸۸ با وثیقه ۵۰۰ میلیون تومانی از زندان اوین آزاد شد.
او در اوایل دولت حسن روحانی مسئول انتصابات استان‌های وزارت فرهنگ و ارشاد اسلامی بود.
وی از سال‌های پس از ۸۸ تاکنون به عنوان مشاور مدیر عامل متروی تهران مشغول بکار هست.